# Baba (1120 m)
Baba (1120 m) – szczyt w Niżnych Tatrach na Słowacji. Znajduje się na ich zachodnim krańcu, w orograficznie prawych zboczach doliny Barboriná. Jego południowo-wschodnie stoki stromo opadają do jednego ze źródłowych cieków Barborinskiego potoku, w łagodniejsze stoki północno-zachodnie wcina się niewielki potok uchodzący do Korytnicy.
Stoki Baby w większości porasta las, ale na łagodnych partiach grzbietowych i północnych znajduje się duża pasterska hala. Wschodnimi stokami prowadzi szlak turystyczny, ale daleko od wierzchołka Baby
. Na szczyt Baby można wejść nieznakowaną ścieżką z przełęczy sedlo pod Babou.

## Szlaki turystyczne
Korytnica rázcestie – Korytnica-kúpele – sedlo pod Babou – Przełęcz Hiadelska – Hiadeľska dolina – Hiadeľ